# Agricola di Chalon-sur-Saône
Agricola (498 – Chalon-sur-Saône, 17 marzo 580) fu vescovo di Chalon dal 532 al 580, venerato come santo dalla Chiesa cattolica.

## Biografia e culto
La maggior parte delle informazioni su questo santo è contenuta nella Historia Francorum e nel Liber in gloria confessorum di Gregorio di Tours, che gli attribuisce 83 anni di vita e 42 anni di episcopato.
Nacque nel 498 da una famiglia di origini senatorie. Nel 532 divenne vescovo di Chalon. Si distinse per zelo e virtù, austerità di vita e abilità nella predicazione.
Il suo nome appare in numerosi concili della Chiesa franca: si fece rappresentare al concilio di Orléans del 538, e prese parte direttamente a quelli di Orléans del 541 e 549, a quello di Clermont del 549, a quelli di Parigi del 552 e di Lione del 567 (o 570).
È menzionato nella vita di San Germano di Venanzio Fortunato.
Morì nel 580 e fu sepolto nella chiesa di San Marcello. Nell'878 il vescovo Gerbaldo di Chalon traslò le sue reliquie nella chiesa di San Pietro, e papa Giovanni VIII (872-882) ne ammise il culto, assieme a quello di san Silvestro.
La Chiesa cattolica celebra il suo culto il 17 marzo. Il Martirologio Romano lo ricorda con queste parole: